# Apogon axillaris
Apogon axillaris är en fiskart som beskrevs av Achille Valenciennes 1832. Apogon axillaris ingår i släktet Apogon och familjen Apogonidae. Inga underarter finns listade i Catalogue of Life.